# Baños de Tajo
Baños de Tajo è un comune spagnolo di 17 abitanti situato nella comunità autonoma di Castiglia-La Mancia.